# Vítr v kapse
Vítr v kapse je český film režiséra Jaroslava Soukupa natočený v roce 1982. Mladí muži (Lukáš Vaculík a Sagvan Tofi) nastoupí po vyučení do svého prvního zaměstnání jako pomocní dělníci a jejich mladické plány se střetávají s životní realitou.

## Obsazení
| Lukáš Vaculík       | Ondřej Bystřický                      |
| Sagvan Tofi         | Cyril Čech zvaný Cinda                |
| Ivana Andrlová      | prodavačka Helena, Ondřejova dívka    |
| Zora Ulla Keslerová | skladnice Ilonka                      |
| Jiří Vala           | mistr Barbachán                       |
| Karel Augusta       | mistr Mádr zvaný Bondžorno            |
| Bronislav Poloczek  | úsekář Josef Palec                    |
| Ilona Svobodová     | spolužačka Jaruška                    |
| Karel Vochoč        | Ondřejův otec                         |
| Karolina Slunéčková | Ondřejova matka                       |
| Ladislav Trojan     | Helenin otec                          |
| Hana Talpová        | Helenina matka                        |
| Václav Neužil       | předseda ZV ROH Kalous                |
| Jiří Samek          | Forejt                                |
| Jiří Kalužný        | Franta                                |
| Marcel Vašinka      | Michal                                |
| Ferdinand Krůta     | železničář Brejcha                    |
| Dáša Neblechová     | zákaznice                             |
| Jiří Chmelař        | referent Vaněk                        |
| Daniel Rous         | spolužák Eda                          |
| Zdeněk Ornest       | úředník Československé námořní plavby |
| Josef Patočka       | vrátný Československé námořní plavby  |
| Robert Vrchota      | vedoucí automatu                      |

Dále hrají: František Baťka (prodavač), Karel Gult (číšník), Eva Hořánková (prodavačka), Jaroslav Choc (strážný), Tomáš Vacek (maturant), Jiří Kaňkovský (maturant), Jan Jánský (člen komise), Jaroslav Konečný (Šejnoha), Boris Kubíček (Ondřejův bratr), Kateřina Lírová (zdravotní sestra), Vladimír Novotný (vazač), Pavel Pípal (zřízenec záchytky), Miroslav Rataj (mladý lékař), Milan Rybák (příslušník VB), Jiří Sequens ml. (podnapilý branec), Pavel Vítek (podnapilý branec), Eva Wimmerová (zákaznice), Marta Světlíková-Šolcová (referentka), Jaroslav Tomsa (trenér Mácha), Karel Hovorka ml. (diskžokej), Jiří Jáhl (člen VB), Petr Záruba (dubl za Sagvana Tofiho), Ondřej Pavelka (recitátor v televizi)

## Tvůrci a štáb
- Režie: Jaroslav Soukup
- Námět: Jaroslav Soukup
- Scénář Jaroslav Soukup, Miroslav Vaic
- Kamera: Jaromír Šofr
- Vedoucí výroby: Přemysl Pražský
- Hudba: Zdeněk Barták ml.
- Výtvarník dekorací: Bohumil Nový
- Návrhy kostýmů: Ivana Svobodová
- Vedoucí kostymérka: Naďa Hejnová
- Zvuk: Jiří Hora
- Střih: Jiří Brožek
- Umělecký maskér: Milan Novák
- Pomocný režisér: Josef Jarolímek
- Výprava: Eva Slívová

## Produkční a technické údaje
- Začátek natáčení: 4. leden 1982
- Konec natáčení: 18. říjen 1982
- Copyright: 1982
- Premiéra: 1. květen 1983 (přístupný mládeži)
- Výroba: Filmové studio Barrandov
- Zpracovaly: Filmové laboratoře Barrandov, závod Praha
- Distribuce: Ústřední půjčovna filmů
- Formát: barevný – 16mm, 35mm – 1:1,37 – mono
- Jazyk: čeština
- Délka: cca 76 minut
- Původní metráž: 2 162 metrů

## Návštěvnost
- Od své premiéry v květnu 1983 až do 31. prosince 1987 vidělo film v českých kinech v rámci 10 050 představení celkem 1 321 721 diváků.[1]
- Od své premiéry v květnu 1983 až do 1. listopadu 1993, kdy byl vyřazen z distribuce, vidělo film v českých kinech v rámci 12 045 představení celkem 1 464 742 diváků.[2]